# Automobil-Fabrik Siegfried Schick
Die Automobil-Fabrik Siegfried Schick GmbH war ein Hersteller von Automobilen aus Österreich-Ungarn.

## Unternehmensgeschichte
Siegfried Schick gründete 1904 das Unternehmen in Bruck an der Mur und begann 1905 mit der Produktion von Automobilen. Der Markenname lautete Kronos. 1907 endete die Produktion.

## Fahrzeuge
Das kleinste Modell war der zweisitzige Kleinwagen 8 PS mit einem Einzylindermotor. Daneben gab es den 12/16 PS mit einem Zweizylindermotor. Über einen Vierzylindermotor verfügten die Modelle 10/18 PS, 15/20 PS, 16/20 PS, 24/30 PS und 40 PS. Besonderheit war ein stufenloses Reibradgetriebe. Offene und geschlossene Karosserien standen im Angebot.